# Lista de membros do Anthrax
Lista de músicos integrantes da banda americana de thrash metal Anthrax desde sua formação em Nova Iorque em 1981.

## Formação atual
Scott Ian
Atividade: 1981–presente
Instrumentos: guitarra rítmica, vocal de apoio
Instrumentos ocasionais: vocal principal, guitarra solo, baixo, teclados, piano
Contribuições: Todos os lançamentos do Anthrax
Charlie Benante
Atividade: 1983–presente
Instrumentos: bateria, percussão
Instrumentos ocasionais: guitarra elétrica, teremim, gaita de blues, vocal de apoio, vocal principal, teclados, piano
Contribuições: Todos os lançamentos do Anthrax
Frank Bello
Atividade: 1984–2004, 2005–presente
Instrumentos: baixo, vocal de apoio
Instrumentos ocasionais: Vocal principal
Contribuições: Todos os lançamentos de Armed and Dangerous (1985) em diante.
Joey Belladonna
Atividade: 1984–1992, 2005–2007, 2010–presente
Instrumentos: Vocal principal
Instrumentos ocasionais: bateria, turntables, teclados, piano
Contribuições: Todos os lançamentos de Armed and Dangerous (1985) até Attack of the Killer B's (1991), Alive 2 (2005), e de The Big Four: Live from Sofia, Bulgaria (2010) em diante.
Jonathan Donais
Atividade: 2013–presente
Instrumentos: guitarra solo, vocal de apoio
Instrumentos ocasionais: guitarra rítmica
Contribuições: For All Kings

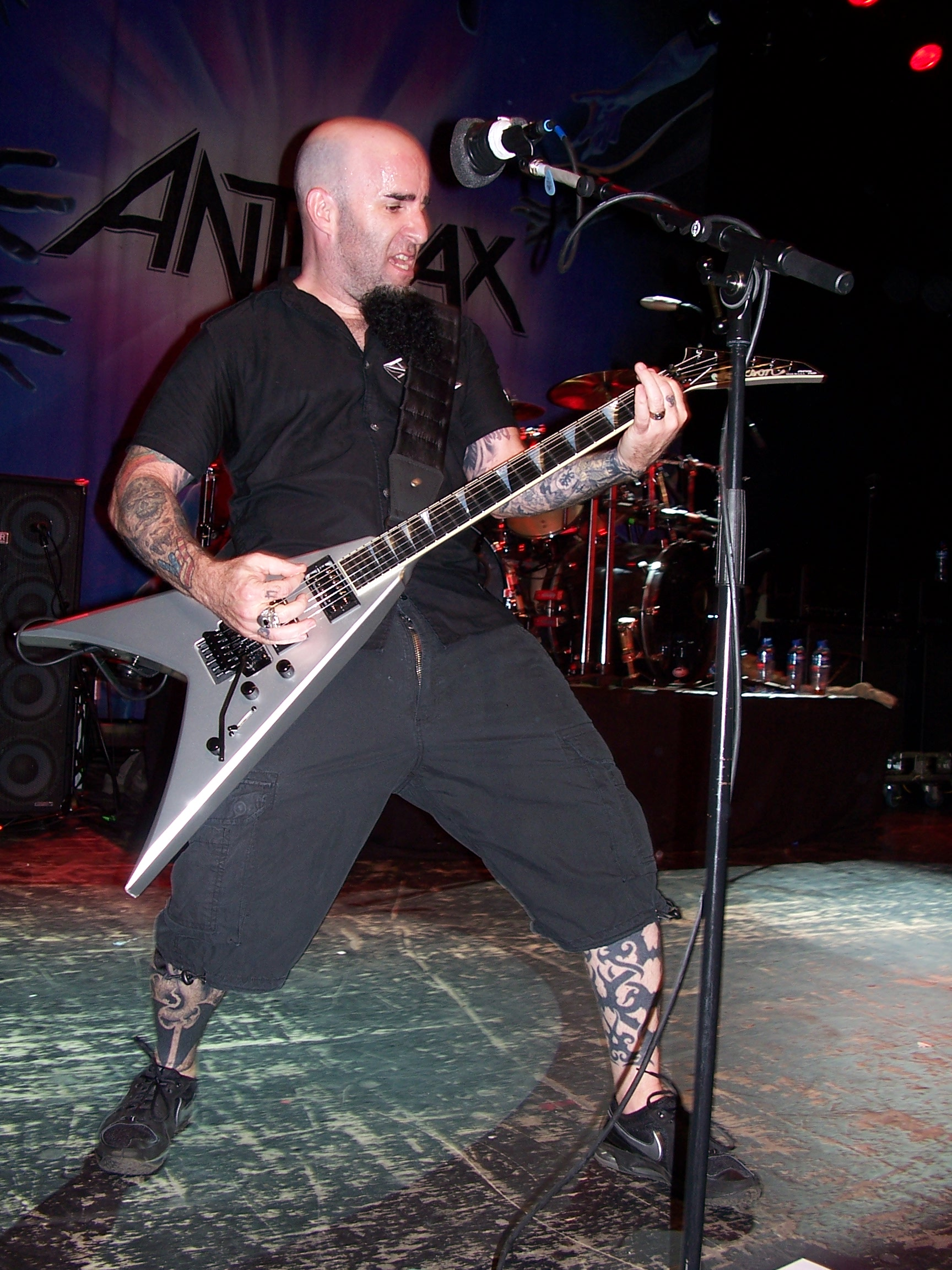
Scott Ian é o único integrante original remanescente no Anthrax.
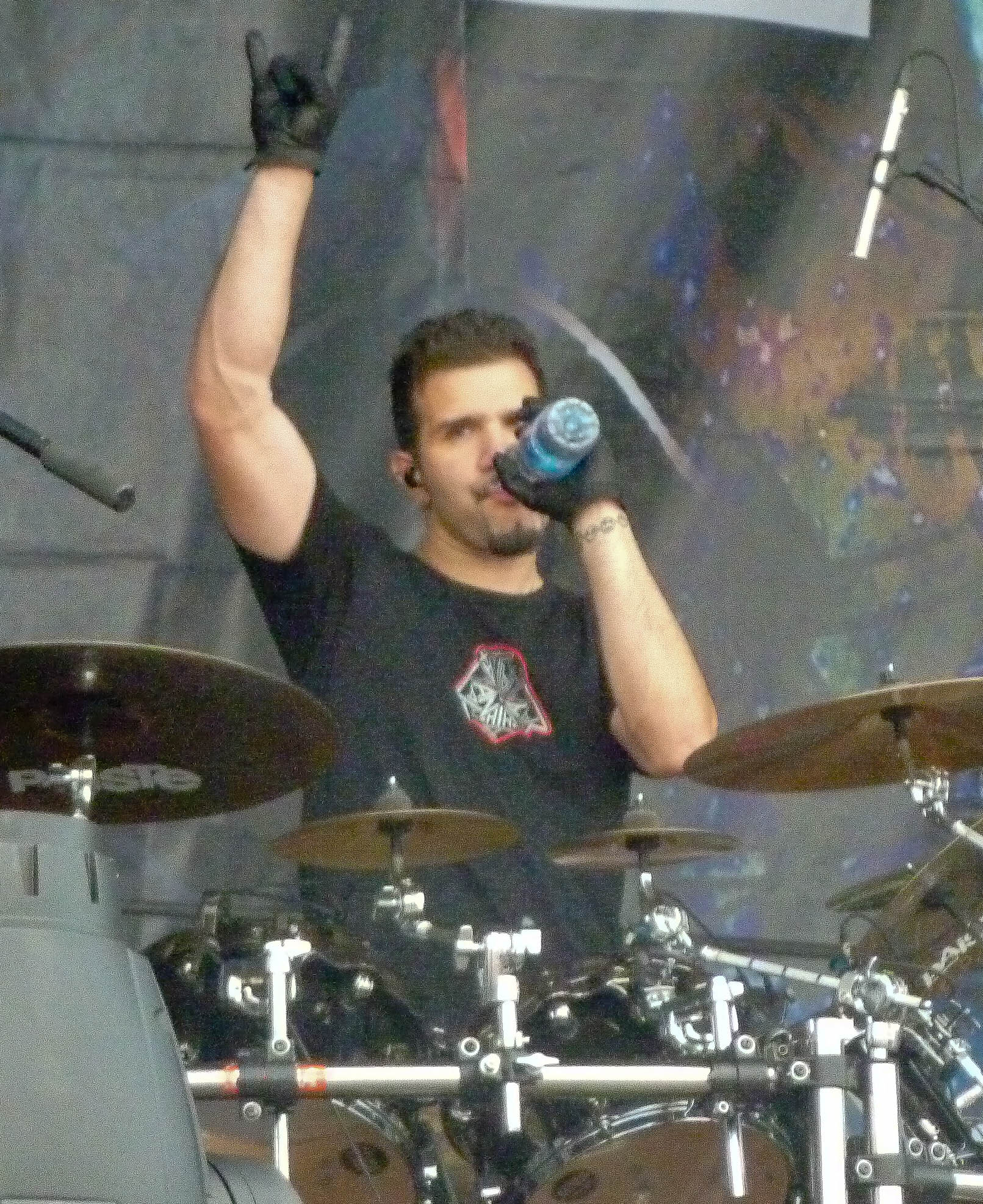
Charlie Benante juntou-se à banda em 1983 e permaneceu desde então.
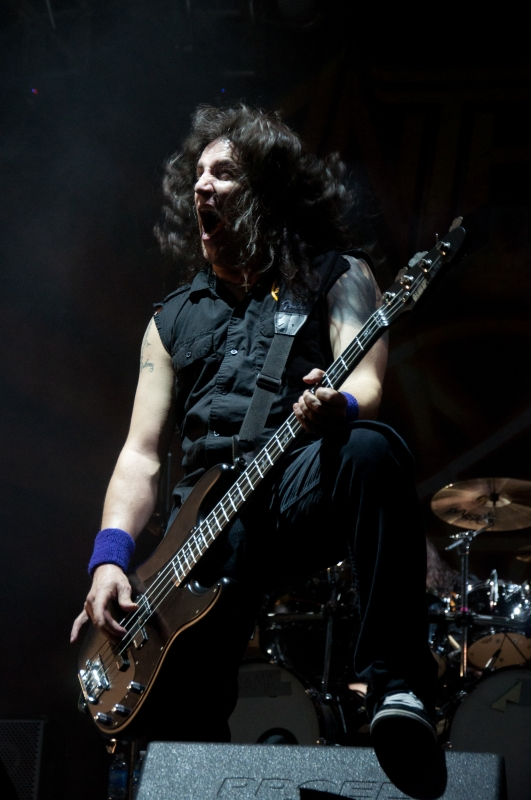
Frank Bello entrou na banda em 1984, substituindo o fundador Danny Lilker. Ele deixou a banda em 2004 para entrar no Helmet, mas retornou no ano seguinte.
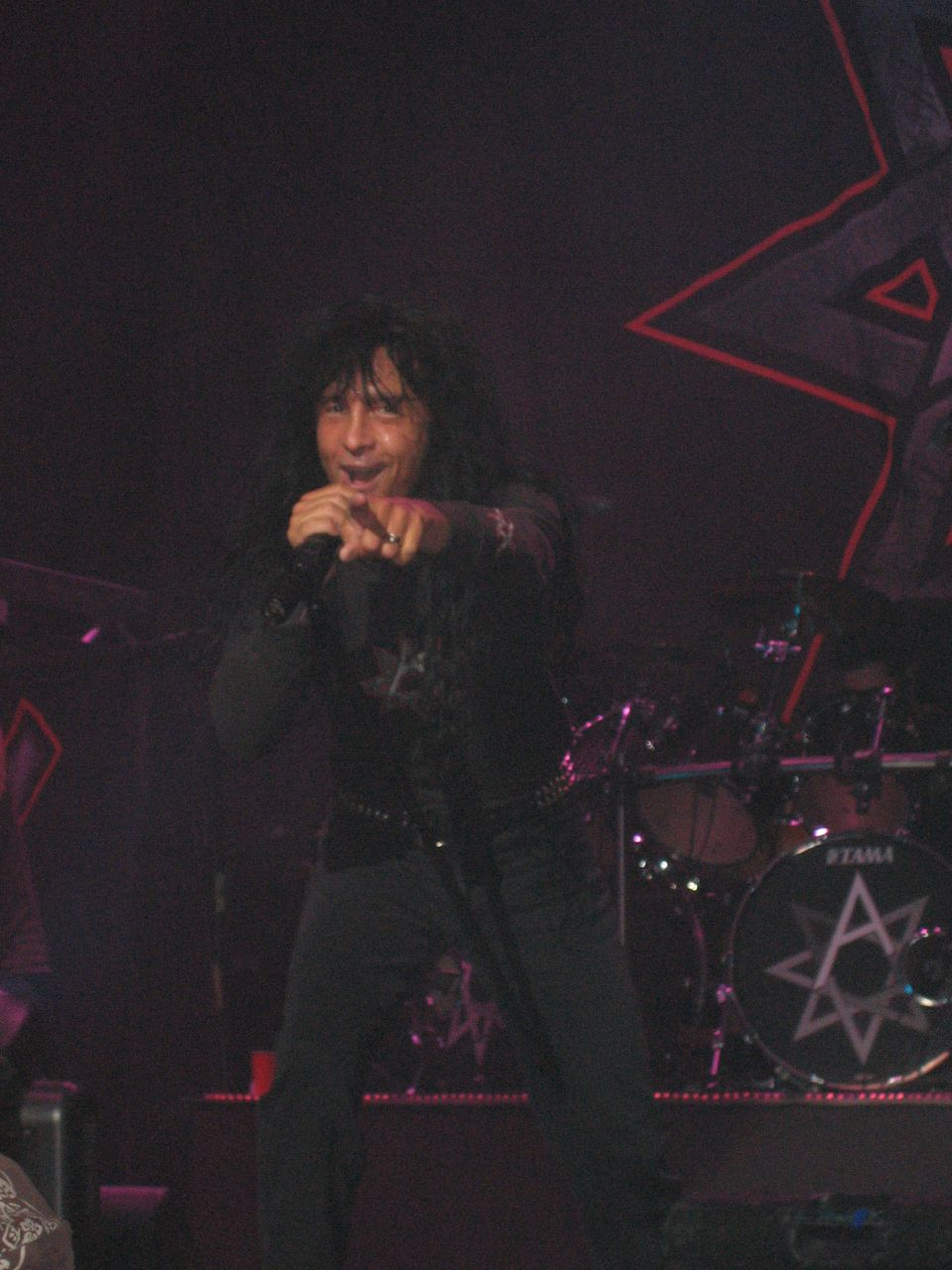
Joey Belladonna foi demitido da banda em 1992 e começou uma carreira solo. Ele retornou para a turnê de reunião Among the Living em 2005,  e em definitivo em 2010.
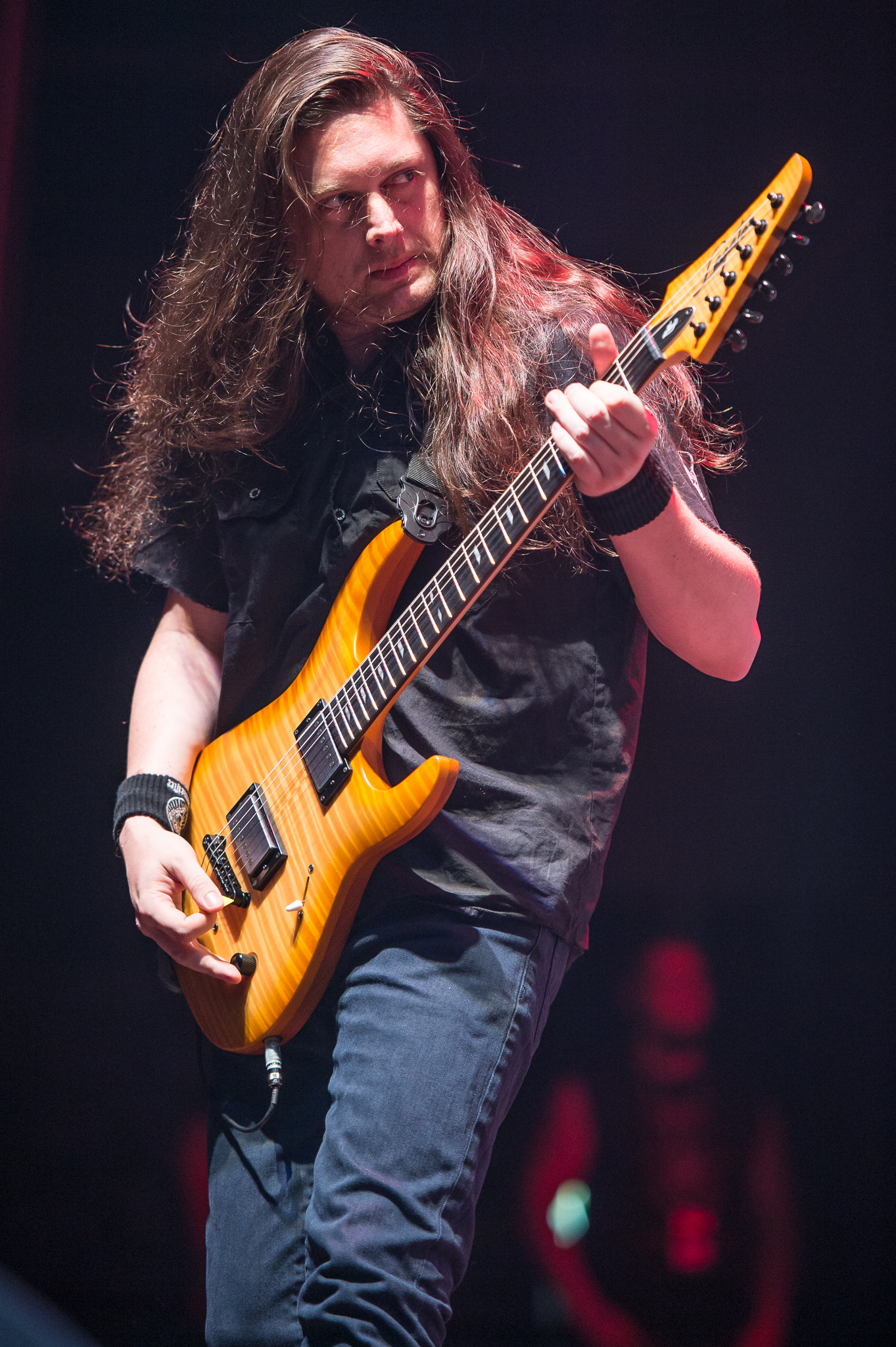
Jonathan Donais, que entrou na banda em 2013.

## Antigos membros

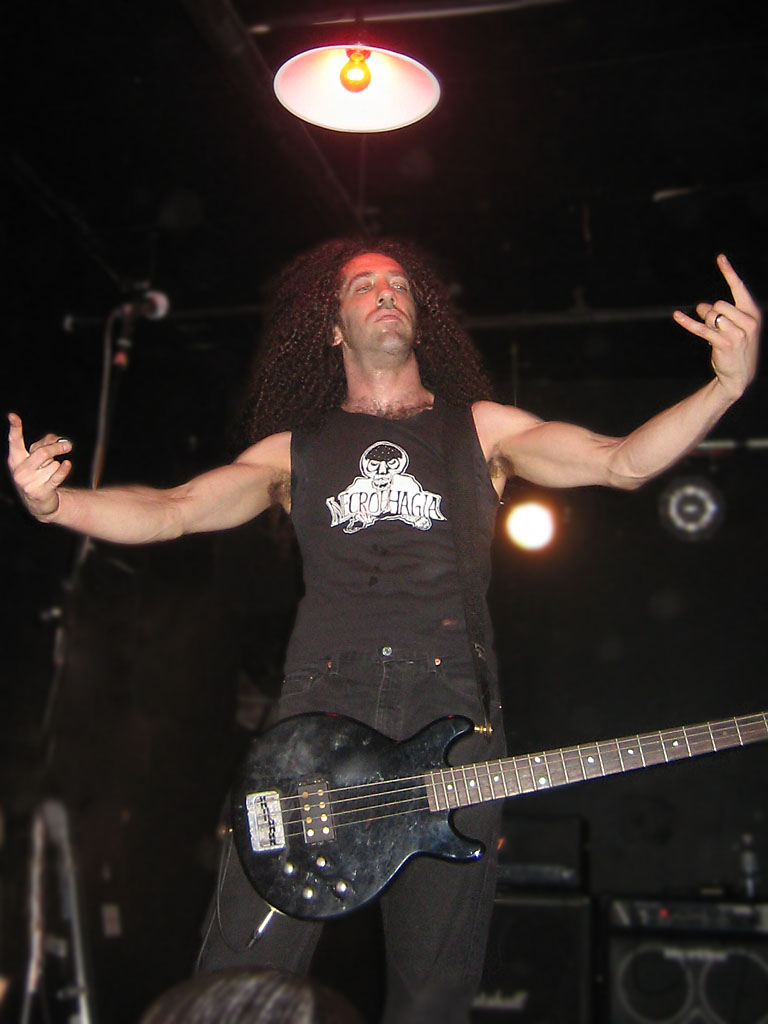
Dan Lilker
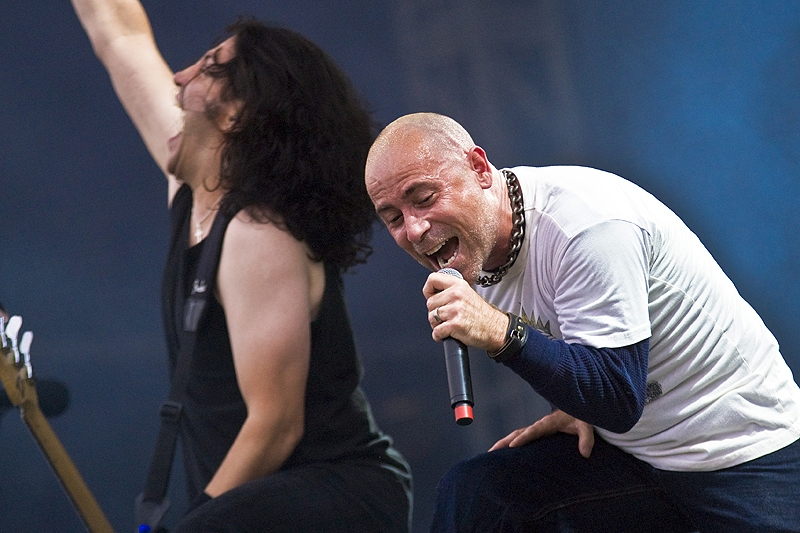
John Bush (D)
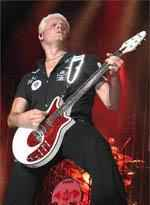
Paul Crook
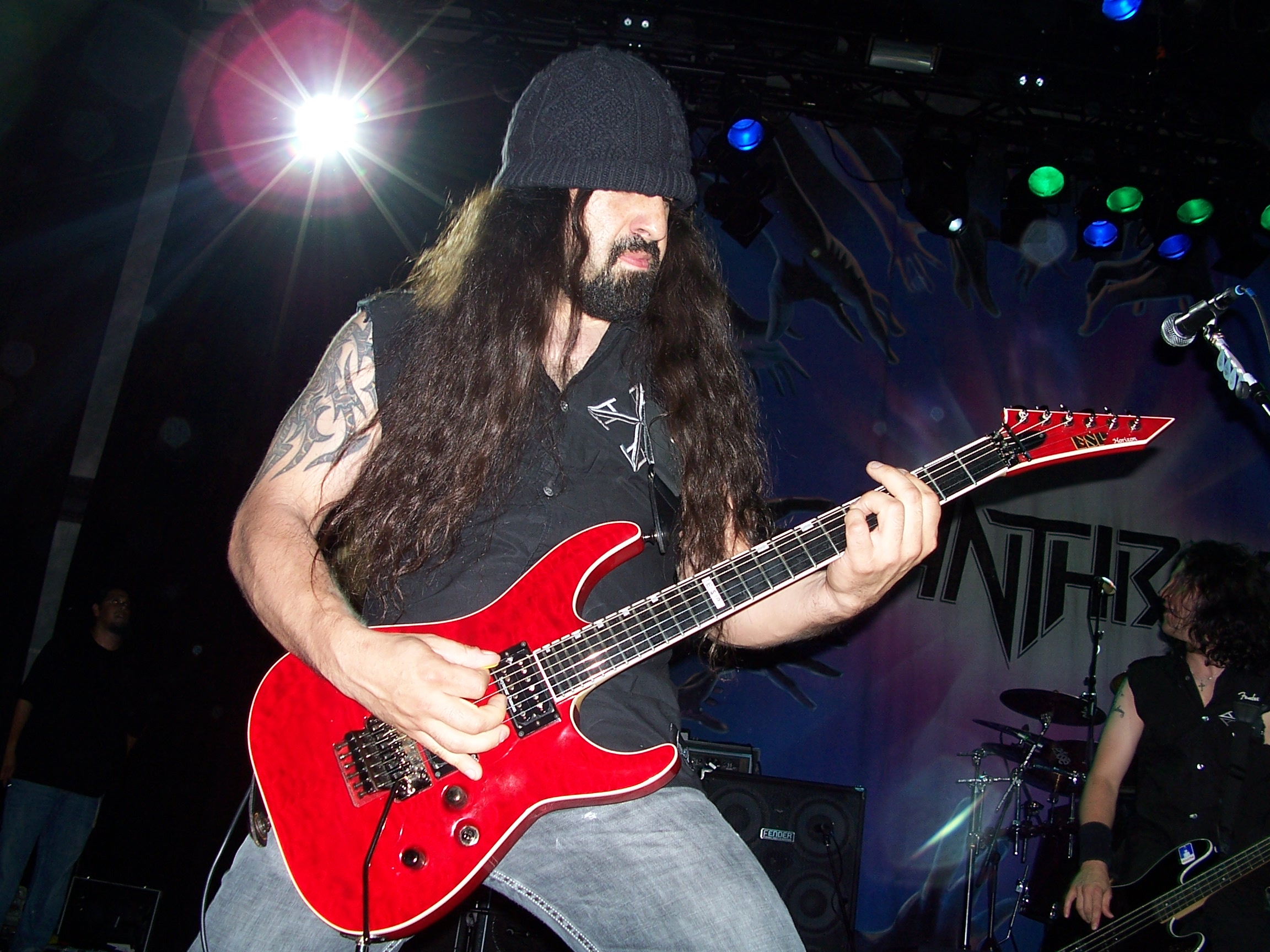
Rob Caggiano
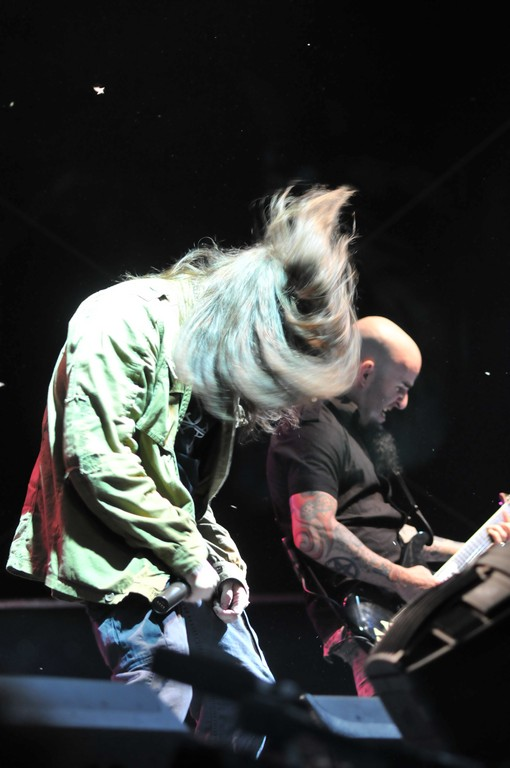
Dan Nelson (E)

David Weiss AKA "v.d."
Atividade: 1981
Instrumentos: bateria
Contribuições: nenhuma
Kenny Kushner
Atividade: 1981
Instrumentos: baixo
Contribuições: nenhuma
Paul Kahn
Atividade: 1981
Instrumentos: baixo
Contribuições: nenhuma
Dan Lilker
Atividade: 1981–1984
Instrumentos: baixo, vocal de apoio
Instrumentos ocasionais: guitarra rítmica, teclados, piano
Contribuições: Fistful of Metal (1984)
John Connelly
Atividade: 1981
Instrumentos: Vocal principal
Contribuições: nenhuma
Dirk Kennedy
Atividade: 1981
Instrumentos: Vocal principal
Contribuições: nenhuma
Jason Rosenfeld
Atividade: 1981–1982
Instrumentos: Vocal principal
Contribuições: nenhuma
Tommy Wise
Atividade: 1982
Instrumentos: Vocal principal
Contribuições: nenhuma
Greg Walls
Atividade: 1981–1983
Instrumentos: guitarra solo
Contribuições: nenhuma
Neil Turbin
Atividade: 1982–1984
Instrumentos: Vocal principal
Contribuições: Fistful of Metal (1984)
Greg D'Angelo
Atividade: 1981–1983
Instrumentos: bateria
Contribuições: “Howling Furies” em Armed and Dangerous (1985)
Bob Berry
Atividade: 1983
Instrumentos: guitarra solo
Contribuições: nenhuma
Dan Spitz
Atividade: 1983–1995, 2005–2007
Instrumentos: guitarra solo, vocal de apoio
Instrumentos ocasionais: vocal principal, baixo, teclados, piano
Contribuições: Todos os lançamentos de Fistful of Metal (1984) até Sound of White Noise (1993), e Alive 2 (2005)
Matt Fallon
Atividade: 1984
Instrumentos: Vocal principal
Contribuições: nenhuma
Billy Milano
Atividade: 1984
Instrumentos: Vocal principal
Contribuições: nenhuma
John Bush
Atividade: 1992–2005, 2009–2010
Instrumentos: Vocal principal
Contribuições:  Todos os lançamentos de Sound of White Noise (1993) até The Greater of Two Evils (2004)
Paul Crook
Atividade: 1995–2001
Instrumentos: guitarra solo
Contribuições: Stomp 442 (1995) e Volume 8: The Threat Is Real (1998)
Rob Caggiano
Atividade: 2001–2005, 2007–2013
Instrumentos: guitarra solo
Contribuições: Todos os lançamentos de We've Come for You All (2003) até The Greater of Two Evils (2004) e de The Big Four: Live from Sofia, Bulgaria (2010) até Anthems (2013).
Joey Vera
Atividade: 2004–2005
Instrumentos: baixo, vocal de apoio
Contribuições: nenhuma
Dan Nelson
Atividade: 2007–2009
Instrumentos: Vocal principal
Contribuições: co-autor das faixas 2, 3, 4, 5, 8, 11, 12 e 13 no álbum "Worship Music" (2011) e "Crawl" do EP Anthems' (2013)
- Dan Lilker
- John Bush (D)
- Paul Crook
- Rob Caggiano
- Dan Nelson (E)

## Músicos de estúdio e convidados
Public Enemy
Atividade: 1991
Instrumentos: Vocal principal, turntables
Contribuições: "Bring the Noise" de Attack of the Killer B's (1991)
Dimebag Darrell
Atividade: 1995, 1998, 2003
Instrumentos: guitarra solo
Contribuições: "King Size" e "Riding Shotgun" de Stomp 442 (1995), "Inside Out" e "Born Again Idiot" de Volume 8: The Threat Is Real (1998) e "Strap It On" e "Cadillac Rock Box" de We've Come for You All (2003)
Phil Anselmo
Atividade: 1998
Instrumentos: vocal de apoio
Contribuições: "Killing Box" de Volume 8: The Threat Is Real (1998)
Roger Daltrey
Atividade: 2003
Instrumentos: vocal de apoio
Contribuições: "Taking the Music Back" de We've Come for You All (2003)
Alison Chesley
Atividade: 2008–2011
Instrumentos: violoncelo
Contribuições: várias faixas em Worship Music (2011)

## Substitutos em turnês
Dave Sabo
Atividade: 2000
Instrumentos:  guitarras, vocal de apoio
Andreas Kisser
Atividade: 2011
Instrumentos: guitarras, vocal de apoio
Jason Bittner
Atividade: 2006, 2011, 2012
Instrumentos: bateria
Gene Hoglan
Atividade: 2012
Instrumentos: bateria
Jon Dette
Atividade: 2012, 2013
Instrumentos: bateria
Joey Vera
Atividade: 2004–2005; 2008; 2012
Instrumentos: baixo